# هيرش مارتن
هيرش مارتن (بالإنجليزية: Hersh Martin)‏ هو لاعب كرة قاعدة أمريكي، ولد في 19 سبتمبر 1909 في برمنغهام في الولايات المتحدة، وتوفي في 17 نوفمبر 1980 في كوبا في الولايات المتحدة.

## وصلات خارجية
- هيرش مارتن على موقعبيزبول رفرنس.كوم (الدوري الرئيسي) (الإنجليزية)